# Terminal Puente Aéreo
El Terminal 2 (T2), anteriormente denominado Terminal Puente Aéreo, es un edificio adjunto al Aeropuerto Internacional El Dorado para operación comercial de vuelos regionales de las aerolíneas Clic, JetSMART y Satena. Fue en su momento la terminal exclusiva de la aerolínea Avianca para sus vuelos nacionales desde 1981 hasta 2014 a abril de 2018. 
También se pensó y se hizo una solicitud a la aerolínea Avianca para que de esta también salieran sus vuelos internacionales (como se hizo inicialmente en el caso de Miami y Nueva York en su inauguración), aunque con la remodelación que sufrió el Aeropuerto Internacional El Dorado, se decidió reservarla especialmente para vuelos nacionales. Dicha terminal usa todo el sistema de operaciones del Aeropuerto Internacional El Dorado (Pistas, Control de Tráfico Aéreo, etc.), por lo que ambas terminales aéreas tienen un funcionamiento anexo.

## Historia

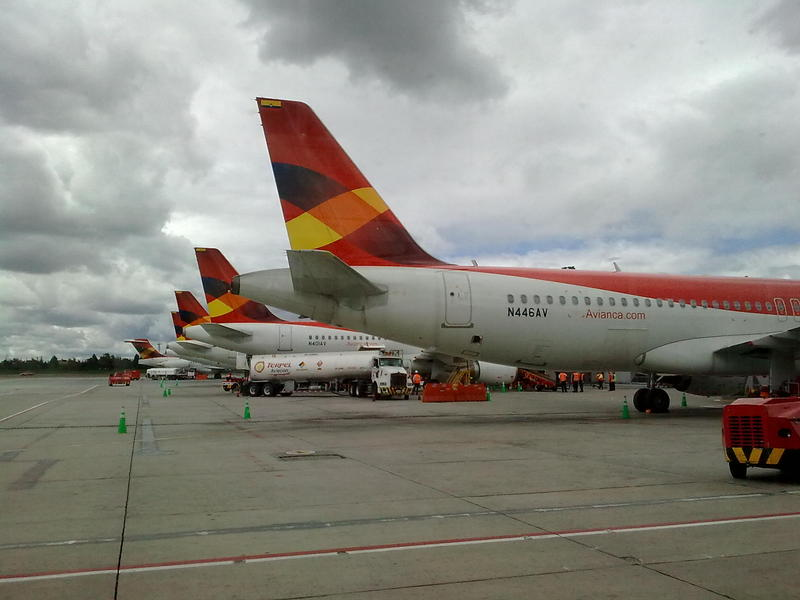
Vista histórica de aeronaves estacionadas en la Terminal Puente Aéreo (Terminal 2) de Bogotá.

En 1981, Avianca emprendió la construcción del denominado Terminal Puente Aéreo, inaugurado por el entonces presidente Julio César Turbay Ayala, como aeropuerto anexo al El Dorado, para canalizar los vuelos desde Bogotá a Cali, Medellín, Miami y Nueva York.
Entre 2005 y 2006 esta terminal aérea fue remodelada, entre los cambios están las nuevas Salas VIP, las nuevas Salas de Abordaje, Salas de Entrada y Salida de pasajeros.  En febrero de 2008 se abre una tienda recuerdos llamada Avianca Store, de la aerolínea, en la cual se venden diferentes productos, por ejemplo: Aviones a escala, gorras, sombrillas, entre otros productos, con el logotipo de la compañía.
En el 2014 la aerolínea anunció que trasladaría su operación nacional hacia el nuevo aeropuerto, para así trabajar conjuntamente con la operación internacional en el Terminal 1 (Aeropuerto el Dorado), para facilidad de los viajeros en sentido de conexiones, recibo de equipaje, etc y para beneficio de la aerolínea. Con el objeto de dejar el Terminal Puente Aéreo a disposición de otras aerolíneas regionales y low cost como Clic, Satena y Wingo, mientras que Avianca compartirá la terminal nacional con Copa y LATAM. Avianca comenzó su traslado con ocho rutas troncales nacionales al Aeropuerto Internacional El Dorado, aunque posteriormente retornaron tres de dichas rutas, pese a todo, se terminó el traslado el 28 de abril de 2018 cuando Opain S.A. (operador del Aeropuerto El Dorado), informó que Avianca trasladaría toda su operación nacional a las instalaciones de la Terminal 1 del aeropuerto.
Desde el 29 de abril de 2018 esta terminal acoge la operación doméstica de las aerolíneas EasyFly (Actual Clic Air) y Satena con llegada y salida de vuelos a 25 destinos nacionales. El 14 de marzo de 2024 se dio inicio a la operación de la aerolínea JetSMART a 6 destinos nacionales.

## Aerolíneas y equipos
| Aerolíneas | Aeronaves                                              |
| ---------- | ------------------------------------------------------ |
| Clic Air   | ATR 42-500 / ATR 42-600 / ATR 72-600                   |
| JetSMART   | Airbus A320neo                                         |
| Satena     | ATR 42-500 / ATR 42-600 / Embraer ERJ 145 / ATR 72-600 |

## Destinos
Actualmente se ofrece servicio regular desde la terminal a 31 ciudades del país, a cargo de tres aerolíneas. Destacando que es el principal centro del operaciones de Satena y JetSMART Colombia, y la terminal con más tráfico de Clic.

### Destinos nacionales
| Aguachica (AGU)              |    |                                   | •  | 1  |
| Apartadó (APO)               |    |                                   | •  | 1  |
| Arauca (AUC)                 | •  |                                   | •  | 2  |
| Barrancabermeja (EJA)        | •  |                                   |    | 1  |
| Bucaramanga (BGA)            | •  |                                   |    | 1  |
| Buenaventura (BUN)           |    |                                   | •  | 1  |
| Cali (CLO)                   | •  |                                   |    | 1  |
| Cartagena (CTG)              |    | •                                 |    | 1  |
| Corozal (CZU)                |    |                                   | •  | 1  |
| Cúcuta (CUC)                 | •  |                                   |    | 1  |
| Florencia (AUC)              | •  |                                   | •  | 2  |
| Inírida (PDA)                |    |                                   | •  | 1  |
| Ipiales (IPI)                |    |                                   | •  | 1  |
| La Macarena (LMC)            | •  |                                   | •  | 2  |
| Manizales (MZL)              | •  |                                   |    | 1  |
| Medellín (EOH)               | •  |                                   | •  | 2  |
| Medellín–JMC (MDE)           |    | •                                 |    | 1  |
| Mitú (MVP)                   |    |                                   | •  | 1  |
| Neiva (NVA)                  | •  |                                   |    | 1  |
| Pereira (PEI)                |    | •                                 |    | 1  |
| Pitalito (PTX)               | •  |                                   | •  | 2  |
| Popayán (PPN)                | •  |                                   |    | 1  |
| Puerto Asís (PUU)            | •  |                                   | •  | 2  |
| Puerto Carreño (PCR)         |    |                                   | •  | 1  |
| Puerto Leguizamo (LQM)       |    |                                   | •  | 1  |
| Quibdó (UIB)                 | •  |                                   | •  | 2  |
| San Andrés Isla (ADZ)        |    | • (Inicia 15 de octubre del 2025) |    | 1  |
| San José del Guaviare (SJE)  | •  |                                   | •  | 2  |
| Santa Marta (SMR)            |    | •                                 |    | 1  |
| San Vicente del Caguán (SVI) |    |                                   | •  | 1  |
| Saravena (RVE)               |    |                                   | •  | 1  |
| Tame (TME)                   |    |                                   | •  | 1  |
| Tolú (TLU)                   |    |                                   | •  | 1  |
| Tumaco (TCO)                 |    |                                   | •  | 1  |
| Villagarzón (VGZ)            |    |                                   | •  | 1  |
| Villavicencio (VVC)          |    |                                   | *  | 1  |
| Yopal (EYP)                  | •  |                                   |    | 1  |
| Total                        | 16 | 4                                 | 22 | 33 |

Notas
1. ↑  Inicia en mayo de 2024

### Destinos finalizados
| Aerolínea | Ciudades | Notas                                                   |
| --------- | --- | ------------------------------------------------------- |
| Avianca   | Arauca, Armenia, Barrancabermeja, Barranquilla, Bucaramanga, Cali, Cartagena, Cúcuta, Florencia, Ibagué, Leticia, Manizales, Magangué, Medellín, Montería, Neiva, Pasto, Pereira, Popayán, Quibdó, Riohacha, Isla de San Andrés, Santa Marta, Tumaco, Valledupar, Villavicencio, Yopal | Rutas trasladadas al Aeropuerto Internacional El Dorado |
| Clic Air  | Armenia, Pereira, Tumaco, Villavicencio | Finalizaron a causa de la pandemia                      |
| Satena    | Pasto | Finalizó en febrero de 2019                             |